# ザックリTV
ザックリTV～2分で得するザックリ教養番組～（ザックリティーヴイー 2ふんでとくするザックリきょうようばんぐみ）は、2016年10月5日から2017年9月27日までTBSで放送されたテレビ番組。全52回。KDDI（「au」名義）の単独提供。

## 概要
「大事な知識を2分でザックリお届けする教養番組」をコンセプトにしたショートアニメ。関東ローカルのミニ番組とはいえTBSのプライムタイム枠や午後に放送されている唯一のテレビアニメでもあった。
2017年9月27日の放送を以て終了。これをもって1963年11月開始の『エイトマン』以来、半世紀以上（正確には53年11か月）続いたTBS（全国ネットも含む）の午後のアニメ・特撮枠は全廃されることとなった。

## 放送局
| 放送期間        | 放送時間           | 放送局 | 対象地域   |
| --------------- | ------------------ | ------ | ---------- |
| 2016年10月5日 - | 水曜 22:54 - 23:00 | TBS    | 関東広域圏 |

## 声の出演
- 佐藤二朗
- 志摩淳

## ザックリーズ
劇中で各登場人物の代役として出演している、ザックリとした情報を伝える集団で、家族らしい。
- ザックリパパ
- ザックリおかん - 膝には「膝小僧」が住み着いている。
- ザックリアニキ - 毎回違うものを咥えている。
- ザックリおねえ
- ザックリぼく
- ザックリ犬 - ダンボールの中身は知らない方が身のため。

## スタッフ
- 企画・脚本 - 山田健、藤田卓也、小野絵里華、田端都望、相沢直
- 監督・演出 - 春日森春木
- キャラクターデザイン・原画 - GODTAIL
- 撮影 - 吉原弘勝
- 音響監督 - こぐま
- アニメーション制作 - ギャザリング
- 制作協力 - RACOX
- プロデューサー - 阿蘇博、清水香梨子、遠藤哲哉
- エグゼクティブクリエーティブディレクター - 木下一郎、齋藤和典
- 企画・アートディレクション - 糸乗健太郎
- 製作著作 - ザックリ製作委員会（KDDI・ギャザリング・電通）、TBS

## 放送リスト
| 回     | 放送日         | サブタイトル                  | ザックリポイント |
| ------ | -------------- | ----------------------------- | --- |
| 第1話  | 2016年 10月5日 | ザックリ 三国志               | 蜀・魏・呉 |
| 第2話  | 10月12日       | ザックリ ピタゴラスの定理     | a2 + b2 = c2 |
| 第3話  | 10月19日       | ザックリ 吾輩は猫である       | 猫目線の人間観察物語 |
| 第4話  | 10月26日       | ザックリ 恋するメカニズム     | ドーパミン |
| 第5話  | 11月2日        | ザックリ ヴェニスの商人       | 血は一滴もながすんじゃねぇぞ |
| 第6話  | 11月9日        | ザックリ 相対性理論           | 光の速度に近い速さで動くものは時間が遅く流れる |
| 第7話  | 11月16日       | ザックリ 納豆                 | 大豆を納豆菌で発酵させた食品 |
| 第8話  | 11月23日       | ザックリ ドン・キホーテ       | 遅咲きの中二病 |
| 第9話  | 11月30日       | ザックリ 南総里見八犬伝       | 仁、義、礼、智、忠、信、孝、悌の八つの玉 |
| 第10話 | 12月7日        | ザックリ 蟻地獄               | ウスバカゲロウの幼虫 |
| 第11話 | 12月14日       | ザックリ 黄金比               | 1：（1＋√5）／2 |
| 第12話 | 12月21日       | ザックリ 世界のサンタクロース | サンタさんは世界共通じゃない |
| 第13話 | 12月28日       | ザックリ 十二支               | 後付け |
| 第14話 | 2017年 1月4日  | ザックリ 鏡餅                 | 鏡餅は神様 |
| 第15話 | 1月11日        | ザックリ フランケンシュタイン | コイツには名前が無い |
| 第16話 | 1月18日        | ザックリ 清少納言             | 世の中のことディスりまくり |
| 第17話 | 1月25日        | ザックリ 慣性の法則           | 動いているものはずっと動き続けようとする 止まっているものはずっと止まり続ける |
| 第18話 | 2月1日         | ザックリ ガリバー旅行記       | お医者さんであることを忘れちゃうくらいアドベンチャー三昧 |
| 第19話 | 2月8日         | ザックリ 金色夜叉             | 金色はお金、夜叉は鬼。つまり金の亡者 |
| 第20話 | 2月15日        | ザックリ AI                   | 2045年に人間の知能を超える？ |
| 第21話 | 2月22日        | ザックリ 小便小僧             | 英雄の像 |
| 第22話 | 3月1日         | ザックリ 葛飾北斎             | ストイックに貧乏 |
| 第23話 | 3月8日         | ザックリ ティッシュ           | ティッシュはもともと軍事製品 |
| 第24話 | 3月15日        | ザックリ 円周率               | 何千年にも渡って研究されてきたが、実際特に役に立ちません |
| 第25話 | 3月22日        | ザックリ ピカソ               | 自分でも全部覚えられなかったらしい |
| 第26話 | 3月29日        | ザックリ 無知の知             | 知らないことを知っている人のほうが優れている |
| 第27話 | 4月5日         | ザックリ 脱毛                 | 体の表に出ている毛は全体のたった2割〜3割 |
| 第28話 | 4月12日        | ザックリ 新選組               | 暇してた武士とか農民を集めて作った警備会社が後の新選組 |
| 第29話 | 4月19日        | ザックリ ローマの休日         | 王女と庶民の24時間限定ラブロマンスinローマ |
| 第30話 | 4月26日        | ザックリ 人間椅子             | その恋人は…あなた 先日おくった私のつくり話どうでした～？ |
| 第31話 | 5月3日         | ザックリ 鯉のぼり             | 吹流しが駄目でもこれならいいだろうって 武士に対抗して鯉のぼりを上げた |
| 第32話 | 5月10日        | ザックリ 進化論               | 変化にフィットしたモノが生き残る |
| 第33話 | 5月17日        | ザックリ モアイ               | モアイはザックリ4パターン |
| 第34話 | 5月24日        | ザックリ 怪人二十面相         | 元の二十面相に戻す |
| 第35話 | 5月31日        | ザックリ 水滸伝               | 水（みず）滸（ほとり）伝 |
| 第36話 | 6月7日         | ザックリ 傘                   | フランスでは当時は下水道がなく汚物を二階からボトーン だから傘が必要だったらしい |
| 第37話 | 6月14日        | ザックリ 服部半蔵             | 皇居の半蔵門は服部半蔵の半蔵 |
| 第38話 | 6月21日        | ザックリ オペラ座の怪人       | 怪人への同情とラウルやオペラ座の皆を守るため結婚を受け入れ |
| 第39話 | 6月28日        | ザックリ 源氏物語             | 平安時代一のプレイボーイのモテ期。 |
| 第40話 | 7月5日         | ザックリ 七夕                 | 天女が織姫 |
| 第41話 | 7月12日        | ザックリ 白鳥の湖             | 色んな終わり方があるんだって |
| 第42話 | 7月19日        | ザックリ ボウリング           | 古代エジプトではピンを悪魔に見立ててこれを倒せたら 災いから逃れられる儀式をしていた |
| 第43話 | 7月26日        | ザックリ 人間失格             | これもうアウトじゃね人間ですらなくねと思うのでした |
| 第44話 | 8月2日         | ザックリ そうめん             | 太さの定義がザックリ |
| 第45話 | 8月9日         | ザックリ コスプレ             | 江戸時代の舞妓はんはコスプレイヤーだった |
| 第46話 | 8月16日        | ザックリ 雪女                 | 人里離れて暮らす人が達が吹雪で戸が鳴るのを聞いて 誰か訪ねてきてくれたと夢見たのが雪女伝説の始まりって説もある |
| 第47話 | 8月23日        | ザックリ ヒップホップ         | アメリカのストリート文化とも関係が深く 抗争を無血に終わらせるために銃や暴力の代わりとして ブレイクダンスやラップの優劣を競うフリースタイルバトルが行われたり ギャングたちの縄張りや主張の交換を目的に 一部のグラフィティが用いられていた |
| 第48話 | 8月30日        | ザックリ ロミオとジュリエット | 若い2人がスピード婚したもののすれ違いまくったって話 |
| 第49話 | 9月6日         | ザックリ 月                   | 超危険環境 |
| 第50話 | 9月13日        | ザックリ 歌舞伎               | 戦隊モノの決めポーズは白浪五人男が元になっている |
| 第51話 | 9月20日        | ザックリ 北斗の拳             | 北斗七星型の傷は因縁のライバルに付けられたのは後付の設定で ファッション感覚で付けた傷で特に理由はなかった |
| 最終話 | 9月27日        | ザックリテレビ                | 1926年 日本が初めてブラウン管に「イ」を映すのに成功 |

- 第22話は別撮りとして、佐藤二郎に台本を渡さずアドリブを無茶ぶりしてみた動画「ザックリTV別腹 ザックリ 葛飾北斎」としてYouTubeで公開された[3]。